# Antipsychologisme
L’antipsychologisme est une théorie en philosophie et logique selon laquelle la vérité logique ne dépend pas de l'esprit humain. Elle a notamment été élaborée au XIXe siècle par Gottlob Frege en opposition au psychologisme.
L'antipsychologisme de Frege repose sur l'hypothèse de l'existence d'une pensée objective qu'il distingue des représentations mentales. Il critique le psychologisme en ce qu'il confondrait l'ordre des raisons dont relève la pensée objective de l'ordre des causes dont relèvent les représentations subjectives,. Pour Frege, il existe hors du monde matériel des entités (concepts, nombres, lois logiques) qui sont objectives, éternelles, et connues a priori. L'antipsychologisme s'oppose ainsi à l’empirisme et au naturalisme et se rapproche du platonisme. Pour Frege, en effet, la pensée existe dans un « troisième royaume » qui ressemble au « ciel platonicien ».

## Histoire
Bien que l’on retrouve les prémices de l’antipsychologisme chez Kant, Bolzano ou Herbart, c’est réellement Frege qui fonde le mouvement en postulant fermement que la logique ne se ramène pas à la psychologie dans Les Fondements de l'arithmétique (1884). Dès 1900, Husserl critique lui aussi le psychologisme dans ses Recherches logiques. La fin du XIXe siècle est donc marquée par l’affrontement entre les deux courants en Allemagne, épisode que l'on appelle désormais la « querelle du psychologisme ».